# Чешка на Европском првенству у атлетици у дворани 2015.
Чешка је учествовала на 33. Европском првенству у дворани 2015 одржаном у Прагу, Чешка, од 5. до 8. марта. Ово је било једанаесто европско првенство у дворани од 1994. године од када Чешка учествује самостално под овим именом. Репрезентацију Чешке представљало је 44 спортиста (25 мушкараца и 19 жена) који су се такмичили у 23 дисциплине (11 мушких и 12 женских).
На овом првенству Чешка је заузело 4 место по броју освојених медаља са 6 медаља (2 златне, 1 сребрна и 3 бронзане). У табели успешности према броју и пласману такмичара који су учествовали у финалним такмичењима (првих 8 такмичара) Чешка је са 14 учесника у финалу заузела 6. место са 63 бода.
Поред освојених медаља такмичари Чешке оборили су један рекорд европских првенстава у дворани, три национална и 11 личних рекорда и остварили 6 најбоља лична резултата сезоне.
| Пл. | Земља | 1. место | 2. место | 3. место | 4. место | 5. место | 6. место | 7. место | 8. место | Бр. фин. Бод. |
| --- | ----- | -------- | -------- | -------- | -------- | -------- | -------- | -------- | -------- | ------------- |
| 6.  | Чешка | 2 - 16   | 1 - 7    | 3 - 18   | 1 - 5    | 2 - 8    | 1 - 3    | 2 - 4    | 2 - 2    | 14 - 63       |

## Учесници
| Мушкарци: - Јан Велеба — 60 м - Здењек Стромшик — 60 м - Марек Бакалар — 60 м - Павел Маслак — 400 м, 4 х 400 м - Јан Тесар — 400 м, 4 х 400 м - Патрик Шорм — 400 м, 4 х 400 м - Матеј Павличек — 800 м - Филип Сасинек — 800 м - Мирослав Буријан — 800 м - Јакуб Холуша — 1.500 м - Јан Фриш — 1.500 м - Milan Kocourek — 1.500 м - Петр Свобода — 60 м препоне - Мартин Мазац — 60 м препоне - Петр Пеназ — 60 м препоне - Данијел Немечек — 4 х 400 м - Јарослав Баба — Скок увис - Јан Кудличка — Скок мотком - Михал Балнер — Скок мотком - Радек Јушка — Скок удаљ - Ладислав Прашил — Бацање кугле - Јан Марсел — Бацање кугле - Томаш Стањек — Бацање кугле - Марек Лукаш — Седмобој - Адам Себастијан Хелцелет — Седмобој | Жене: - Петра Урбанкова — 60 м - Дениса Росолова — 400 м, 4 х 400 м - Хелена Јиранова — 400 м, 4 х 400 м - Ленка Масна — 800 м - Зузана Хејнова — 800 м, 4 х 400 м - Дијана Мезулијаникова — 1.500 м - Кристина Маки — 3.000 м - Луција Шкробакова — 60 м препоне - Катарина Качова — 60 м препоне - Луција Куделова — 60 м препоне - Здењка Сејдлова — 4 х 400 м - Михаела Хруба — Скок увис - Олдришка Марешева — Скок увис - Јиржина Свободова — Скок мотком - Романа Малачова — Скок мотком - Анета Морискова — Скок мотком - Луција Мајкова — Троскок - Јана Карникова — Бацање кугле - Елишка Клучинова — Петобој |  |

## Освајачи медаља (5)

### Злато (2)
- Павел Маслак — 400 м
- Јакуб Холуша — 1.500 м

### Сребро (1)
- Радек Јушка — Скок удаљ

### Бронза (3)
| - Данијел Немечек, Патрик Шорм, Јан Тесар, Павел Маслак — 4 х 400 м - Ладислав Прашил — Бацање кугле | - Елишка Клучинова — Петобој |

## Резултати

### Мушкарци
| Атлетичар        | Дисциплина   | Лични рекорд | Квалификације     | Квалификације     | Полуфинале            | Полуфинале            | Финале                | Финале               | Детаљи         |
| Атлетичар        | Дисциплина   | Лични рекорд | Резултат          | Место             | Резултат              | Место                 | Резултат              | Место                | Детаљи         |
| ---------------- | ------------ | ------------ | ----------------- | ----------------- | --------------------- | --------------------- | --------------------- | -------------------- | -------------- |
| Јан Велеба       | 60 м         | 6,65         | 6,71 КВ           | 4. у гр. 3        | 6,74                  | 6. у гр. 3            | Није се квалификовао  | 20 / 36              |                |
| Здењек Стромшик  | 60 м         | 6,69         | 6,74              | 5. у гр. 4        | Нису се квалификовали | Нису се квалификовали | Нису се квалификовали | 26 / 36              | [ мртва веза ] |
| Марек Бакалар    | 60 м         | 6,70         | 6,79              | 6. у гр. 5        | Нису се квалификовали | Нису се квалификовали | Нису се квалификовали | 28 / 36              | [ мртва веза ] |
| Павел Маслак     | 400 м        | 45,24 НР     | 47,23 КВ          | 1. у гр. 3        | 46,46 КВ              | 1. у гр. 2            | 45,33 РЕП             |                      |                |
| Јан Тесар        | 400 м        | 46,21        | 47,09 КВ          | 1. у гр. 5        | 47,11                 | 4. у гр. 1            | Нису се квалификовали | 8 / 32 (33)          |                |
| Патрик Шорм      | 400 м        | 46,49        | 47,56 КВ          | 2. у гр. 2        | 47,70                 | 3. у гр. 3            | Нису се квалификовали | 12 / 32 (33)         |                |
| Матеј Павличек   | 800 м        | 1:49,39      | 1:49,43 кв        | 4. у гр. 2        | 1:53,18               | 6. у гр. 1            | Нису се квалификовали | 20 / 26 (28)         |                |
| Филип Сасинек    | 800 м        | 1:49,00      | 1:51,08           | 5. у гр. 4        | Нису се квалификовали | Нису се квалификовали | Нису се квалификовали | 32 / 40              |                |
| Мирослав Буријан | 800 м        | 1:48,69      | 1:51,11           | 6. у гр. 5        | Нису се квалификовали | Нису се квалификовали | Нису се квалификовали | 33 / 40              |                |
| Јакуб Холуша     | 1.500 м      | 3:38,79      | 3:46,62 КВ        | 4. у гр. 2        |                       |                       | 3:37,68 НР            |                      |                |
| Јан Фриш         | 1.500 м      | 3:43,76      | 3:47,16           | 5. у гр. 2        | Нису се квалификовали | 15 / 28               |                       |                      |                |
| Milan Kocourek   | 1.500 м      | 3:43,97      | 3:56,49           | 5. у гр. 3        | Нису се квалификовали | 27 / 28               |                       |                      |                |
| Петр Свобода     | 60 м препоне | 7,44 НР      | 7,66 КВ, ЛРС      | 4. у гр. 3        | 7,61 КВ, ЛРС          | 2. у гр. 1            | 7,67                  | 8 / 27 (28)          |                |
| Мартин Мазац     | 60 м препоне | 7,74         | 7,86              | 6. у гр. 2        | Није се квалификовао  | Није се квалификовао  | Није се квалификовао  | 21 / 27 (28)         |                |
| Петр Пеназ       | 60 м препоне | 7,82         | Није завршио трку | Није завршио трку | Није се квалификовао  | Није се квалификовао  | Није се квалификовао  | Није се квалификовао |                |
| Данијел Немечек  | 4 х 400 м    | 3:06,10 НР   |                   |                   |                       |                       | 3:04,09 НР            |                      |                |
| Патрик Шорм²     | 4 х 400 м    | 3:06,10 НР   |                   |                   |                       |                       | 3:04,09 НР            |                      |                |
| Јан Тесар²       | 4 х 400 м    | 3:06,10 НР   |                   |                   |                       |                       | 3:04,09 НР            |                      |                |
| Павел Маслак²    | 4 х 400 м    | 3:06,10 НР   |                   |                   |                       |                       | 3:04,09 НР            |                      |                |
| Јарослав Баба    | Скок увис    | 2,37 НР      | 2,28 кв           | 1.                |                       |                       | 2,28                  | 5 / 26 (27)          |                |
| Јан Кудличка     | Скок мотком  | 5,80         | 5,70 кв, ЛРС      | 5.                | 5,65                  | 7 / 21 (24)           |                       |                      |                |
| Михал Балнер     | Скок мотком  | 5,76         | 5,45              | 12.               | Није се квалификовао  | 12 / 21 (24)          |                       |                      |                |
| Радек Јушка      | Скок удаљ    | 7,93         | 7,79 кв           | 8.                | 8,10 ЛР               |                       |                       |                      |                |
| Ладислав Прашил  | Бацање кугле | 21,10        | 20,50 кв          | 3.                | 20,29                 |                       | [ мртва веза ]        |                      |                |
| Јан Марсел       | Бацање кугле | 20,71        | 19,45             | 15.               | Није се квалификовао  | 15 / 24               |                       |                      |                |
| Томаш Стањек     | Бацање кугле | 20,94        | Без пласмана      | Без пласмана      | Није се квалификовао  | Није се квалификовао  |                       |                      |                |

 Такмичари у штафети означени бројем учествовали су и у појединачним дисциплинама 

#### седмобој
| Дисциплина   | Адам Себастијан Хелцелет | Адам Себастијан Хелцелет | Адам Себастијан Хелцелет | Адам Себастијан Хелцелет |
| Дисциплина   | Лич. рек.                | Рез.                     | Бод.                     | Плас.                    |
| ------------ | ------------------------ | ------------------------ | ------------------------ | ------------------------ |
| 60 м         | 6,98                     | 7,03                     | 872                      | 7.                       |
| Скок удаљ    | 7,60                     | 7,38                     | 905                      | 6.                       |
| Бацање кугле | 15,14                    | 14,43                    | 755                      | 5.                       |
| Скок увис    | 2,06                     | 2,01                     | 813                      | 3.                       |
| 60 препоне   | 8,02                     | 7,95 ЛР                  | 994                      | 4.                       |
| Скок мотком  | 5,00                     | 4,90 =ЛРС                | 880                      | 7.                       |
| 1.000 м      | 2:42,26                  | 2:45,66 ЛРС              | 812                      | 9.                       |
| Укупно       | 6.164                    | -                        | 6.031                    | 5 / 12 (15)              |

| 60 м         | 7,06    | 6,93 ЛР    | 907   | 1.          |
| Скок удаљ    | 7.11    | 7,04       | 823   | 10.         |
| Бацање кугле | 14.59   | 13,69      | 709   | 11.         |
| Скок увис    | 1,85    | 1,98       | 785   | 8.          |
| 60 препоне   | 8.04    | 8,07       | 964   | 8.          |
| Скок мотком  | 4,80    | 4,80 =ЛР   | 849   | 11.         |
| 1.000 м      | 2:44,65 | 2:44,15 ЛР | 828   | 7.          |
| Укупно       | 5.488   |            | 5.865 | 9 / 12 (15) |

### Жене
| Атлетичарка           | Дисциплина   | Лични рекорд | Квалификације | Квалификације | Полуфинале            | Полуфинале            | Финале                | Финале       | Детаљи |
| Атлетичарка           | Дисциплина   | Лични рекорд | Резултат      | Место         | Резултат              | Место                 | Резултат              | Место        | Детаљи |
| --------------------- | ------------ | ------------ | ------------- | ------------- | --------------------- | --------------------- | --------------------- | ------------ | ------ |
| Петра Урбанкова       | 60 м         | 7,36         | 7,37 кв       | 5. у гр. 2    | 7,37                  | 5. у гр. 3            | Није се квалификовала | 8 / 23 (24)  |        |
| Дениса Росолова       | 400 м        | 51,73        | 53,17 КВ      | 2. у гр. 2    | 52,48 КВ, ЛРС         | 1. у гр. 2            | 53,20                 | 8 / 28       |        |
| Хелена Јиранова       | 400 м        | 53,94        | 55,33         | 5. у гр. 5    | Није се квалификовала | Није се квалификовала | Није се квалификовала | 27 / 28      |        |
| Ленка Масна           | 800 м        | 2:01,25      | 2:03,25 КВ    | 3. у гр. 2    | 2:10,36               | 6. у гр. 2            | Није се квалификовала | 11 / 20      |        |
| Зузана Хејнова        | 800 м        | 2:03,60      | 2:05,34       | 3. у гр. 3    | Нису се квалификовале | Нису се квалификовале | Нису се квалификовале | 9 / 13 (16)  |        |
| Дијана Мезулијаникова | 1.500 м      | 4:17,48      |               |               |                       |                       | 4:16,93 ЛР            | 7 / 11       |        |
| Кристина Маки         | 3.000 м      | 8:58,88      | 9:04,72 КВ    | 4. у гр. 2    |                       |                       | 9:05,95               | 10 / 18 (19) |        |
| Луција Шкробакова     | 60 м препоне | 7,95 НР      | 8,17          | 4. у гр. 4    | Нису се квалификовале | Нису се квалификовале | Нису се квалификовале | 18 / 25 (26) |        |
| Катарина Качова       | 60 м препоне | 8,13         | 8,18          | 5. у гр. 2    | Нису се квалификовале | Нису се квалификовале | Нису се квалификовале | 19 / 25 (26) |        |
| Луција Куделова       | 60 м препоне | 8,20         | 8,22          | 6. у гр. 3    | Нису се квалификовале | Нису се квалификовале | Нису се квалификовале | 22 / 25 (26) |        |
| Дениса Росолова²      | 4 х 400 м    | 3:28,47 НР   |               |               |                       |                       | 3:32,08               | 4 / 6        |        |
| Хелена Јиранова²      | 4 х 400 м    | 3:28,47 НР   |               |               |                       |                       | 3:32,08               | 4 / 6        |        |
| Здењка Сејдлова       | 4 х 400 м    | 3:28,47 НР   |               |               |                       |                       | 3:32,08               | 4 / 6        |        |
| Зузана Хејнова²       | 4 х 400 м    | 3:28,47 НР   |               |               |                       |                       | 3:32,08               | 4 / 6        |        |
| Олдришка Марешева     | Скок увис    | 1,91         | 1,87          | 14.           |                       |                       | Није се квалификовала | 14 / 22      |        |
| Олдришка Марешева     | Скок увис    | 1,89         | 1,92 кв, ЛР   | 8.            | 1,85                  | 8 / 22                |                       |              |        |
| Јиржина Свободова     | Скок мотком  | 4,71         | 4,45          | 14.           | Нису се квалификовале | 14 / 20               |                       |              |        |
| Романа Малачова       | Скок мотком  | 4,45         | 4,30          | 16.           | Нису се квалификовале | 16 / 22               |                       |              |        |
| Анета Морискова       | Скок мотком  | 4,30         | 4,10          | 22.           | Нису се квалификовале | 22 / 22               |                       |              |        |
| Луција Мајкова        | Троскок      | 13,66        | 13,79 ЛР      | 13.           | Нису се квалификовале | 13 / 22 (23)          |                       |              |        |
| Јана Карникова        | Бацање кугле | 17,30        | 15,95         | 13.           | Нису се квалификовале | 13 / 14 (15)          |                       |              |        |

 Такмичарке у штафети означене бројем учествовале су и у појединачним дисциплинама 

#### Петобој
| Дисциплина   | Елишка Клучинова | Елишка Клучинова | Елишка Клучинова | Елишка Клучинова | Елишка Клучинова | Елишка Клучинова |
| Дисциплина   | Лич. рек.        | Резултат         | Бод.             | Плас.            | Укупно           | Плас.            |
| ------------ | ---------------- | ---------------- | ---------------- | ---------------- | ---------------- | ---------------- |
| 60 м препоне | 8,67             | 8,53 ЛР          | 1.010            | 9.               | 1.010            | 9.               |
| Скок увис    | 1,88             | 1,86             | 1.054            | 5.               | 2.064            | 4.               |
| Бацање кугле | 14,49            | 15,07 ЛР         | 866              | 2.               | 2.930            | 3.               |
| Скок удаљ    | 6,17             | 6,15             | 896              | 5.               | 3.826            | 3.               |
| 800 м        | 2:21,84          | 2:17,26 ЛР       | 861              | 7.               | 4.686            | 3.               |
| Петобој      | 4.291            |                  |                  |                  | 4.686 НР         |                  |